# 喀拉苏乡 (尼勒克县)
喀拉苏乡，是中华人民共和国新疆维吾尔自治区伊犁哈萨克自治州尼勒克县下辖的一个乡镇级行政单位。

## 行政区划
喀拉苏乡下辖以下地区：
赛普勒村、乔拉克布拉克村、大喀拉苏村、克什喀拉苏村、库孜巴斯村、加林郭勒村、加尔托汗村和吐普辛村。